# Herbert Lake
Herbert Lake är en sjö i Kanada.   Den ligger i provinsen Alberta, i den centrala delen av landet, 3 000 km väster om huvudstaden Ottawa. Herbert Lake ligger 1 607 meter över havet.
I omgivningarna runt Herbert Lake växer i huvudsak barrskog. Trakten runt Herbert Lake är nära nog obefolkad, med mindre än två invånare per kvadratkilometer.